# Takuya Wakasugi
Takuya Wakasugi (japanisch 若杉 拓哉 Wakasugi Takuya; * 24. November 1993 in Yamaga) ist ein ehemaliger japanischer Fußballspieler.

## Karriere
Wakasugi erlernte das Fußballspielen in der Schulmannschaft der Ozu High School und der Universitätsmannschaft der Universität Tsukuba. Seinen ersten Vertrag unterschrieb er 2016 bei LB-BRB Tokyo. Im Juli 2016 wechselte er zum Zweitligisten Roasso Kumamoto. Für den Verein absolvierte er sieben Ligaspiele. Ende 2016 beendete er seine Karriere als Fußballspieler.